# Toronaeus terebrans
Toronaeus terebrans är en skalbaggsart som beskrevs av Bates 1864. Toronaeus terebrans ingår i släktet Toronaeus och familjen långhorningar. Inga underarter finns listade i Catalogue of Life.